# 肖恩·索兹
肖恩·索兹（英語：Shawn Swords，1973年12月27日—），加拿大男子篮球运动员。他曾代表加拿大获得2000年夏季奥运会男子篮球比赛第七名。他也在夏季世界大学生运动会上获得一枚银牌和一枚铜牌。

## 外部連結
- 肖恩·索兹在国际奥林匹克委员会的资料